# 岡山県立備前緑陽高等学校
岡山県立備前緑陽高等学校（おかやまけんりつびぜんりょくようこうとうがっこう）は、岡山県備前市西片上にある公立の高等学校である。通称は「緑陽（りょくよう）」。

## 概観
当校は、2003年（平成15年）に岡山県東部の東備地域において少子化の影響で生徒数が減少していた岡山県立備前高等学校と岡山県立備前東高等学校を統合し誕生した、県立の総合学科高校である。
2学期制・単位制を採用し、総合学科として普通科科目から商業科・工業科・家庭科などの実業系科目まで幅広い講座を設けている。「人文社会系列」・「自然科学系列」・「総合技術系列」・「健康福祉系列」・「伝統工芸系列」の5系列に分かれており、生徒は2年次進級時までに選択する。また、国公立大学や医療系専門学校への進学を目指す生徒のために特別進学コースを設置している。その他、生徒に対し、部活動への積極的加入を促している。
なお、当校の敷地は岡山県立備前高等学校のものを継承しており、備前市立片上高等学校（定時制課程・夜間部）が併設されている。

### 教育方針
教育方針として、以下を掲げている。
- 「一人ひとりの個性を尊重し、自己発見から自己実現へと導く」
- 「自由と責任の自覚をもとに、主体的に学ぶ態度を育成する」
- 「社会の一員としての自覚をもち、地域を愛し貢献できる」
- 「心身を鍛え、心と体の調和のとれた人格の形成を図る」

生徒向けのスローガンとして「自己発見・自己実現（Individual path&goals）」を掲げている。

### 教育の特色
社会人として身につけておくべき規律や態度を育てるため、「緑陽スタンダード」と称した校内ガイドラインが策定されている。また、国公立大学・医療系専門学校への進学に対応した「特別進学コース」を設け、2年次から数学・英語の授業において特別クラスを編成している。さらに、土曜日補習授業や放課後特別補習、外部講師による特別授業などの取り組みを行っている。備前焼で有名な備前市の地域性を踏まえた「伝統工芸系列」が設けられているなど、特徴的な教育が実施されている。

## 沿革
ここでは、当校創立にあたり母体となった岡山県立備前高等学校および岡山県立備前東高等学校の沿革を含めて記す。

### 年表
- 1945年4月1日 - 機械科と窯業科を設置する岡山県片上工業学校として開校する。
- 1948年4月1日 - 定時制被服科の設置に伴い、岡山県立片上高等学校に改称する。
- 1949年3月29日 - 普通科を設置する。
- 1951年4月1日 - 機械科の募集を停止し、化学機械科を設置する。
- 1963年4月1日 - 化学機械科の募集を停止し、化学工業科と機械科を設置する。
- 1968年4月1日 - 化学工業科を化学工学科と改称する。普通科の通学区域が全県となる。
- 1979年4月1日 - 備前高校普通科の募集を停止し、普通科単独校の岡山県立備前東高等学校として分離する。
- 1991年4月1日 - 備前高校窯業科の募集を停止し、セラミック科を設置する。
- 1995年4月1日 - 備前高校機械科の募集を停止し、電子機械科を設置する。
- 2001年8月30日 - 岡山県教育委員会から岡山県立備前高等学校と岡山県立備前東高等学校を再編し、新設校を2003年開校予定とする旨が発表される。
- 2002年5月20日 - 併合新設校の校名が「岡山県立備前緑陽高等学校」に内定する。
- 2003年1月1日 - 県条例により、岡山県立備前緑陽高等学校を設置。
- 2003年4月1日 - 岡山県立備前高等学校と岡山県立備前東高等学校の募集を停止し、2校を統合して岡山県立備前緑陽高等学校が開校する。
- 2005年3月31日 - 岡山県立備前高等学校と岡山県立備前東高等学校の2校が閉校。

## 学校行事
- 入学式
- 一年宿泊研修
- 球技大会
- かもめゼミ（夏季補習）
- 緑陽祭（体育祭・文化祭）
- 修学旅行
- 演劇鑑賞
- 卒業式
- さくらゼミ（春季補習）

## 部活動
アーチェリー部やボート部、レスリング部などが中国地区大会・全国高等学校総合体育大会をはじめとした全国大会に出場を果たしている。また、溶接部も中国地区大会に出場している。
運動部
- 野球部
- ソフトテニス部
- バスケットボール部
- ボート部
- バドミントン部
- アーチェリー部
- サッカー部
- レスリング部
- 陸上競技部

文化部
- 茶華道部
- 吹奏楽部
- 写真部
- 溶接部
- 美術部
- 陶芸部

同好会
- ダンス同好会

## 交通アクセス
- JR赤穂線西片上駅下車徒歩3分

## 出身者
- 樫本共加 （柔道選手）
- 入江優 （アーチェリー選手、元日本代表）
- 友金敏雄 （俳優）
- 末井昭 （編集者、エッセイスト、音楽グループ「ペーソス」）
- 吉村武司 （現備前市長）
- 太田海也 (競輪選手、平成29年度全国高等学校総合体育大会ボート競技大会男子ダブルスカル優勝)